# Kastell Holten
Das Kastell Holten, auch Holtener Burg genannt, ist eine ehemalige Wasserburg im Oberhausener Stadtteil Holten, die 1307 vom Grafen Engelbert II. von der Mark fernab von allen wichtigen Straßen und an drei Seiten von Sumpf umgeben als Grenzwehranlage zum Gebiet der Grafschaft Kleve errichtet wurde. Von dieser Anlage ist heute nur noch der wiedererrichtete Ostflügel der ehemaligen Hauptburg erhalten, der aus dem 16. Jahrhundert stammt. Das Kastell Holten ist nicht zu verwechseln mit der Holter Burg im Osnabrücker Raum.

## Geschichte
Das Kastell Holten besaß einen Vorgängerbau, der als Burg Holte bereits in den Jahren 1188, 1243 und 1250 bei Verkäufen von Besitzanteilen an den Erzbischof von Köln erwähnt wird.
Im Schutze der Burg nahm hier im Mittelalter die Besiedelung Holtens ihren Anfang. Von Engelbert II. von der Mark, der 1298 Mechthild von Holte und Arberg aus dem Haus Arenberg, eine Enkelin der gleichnamigen Mechthild von Holte, geheiratet hatte, erhielt Holten bereits 1310 die Stadtrechte. 
1355 wurden Burg und Stadt ein klevisches Lehen, damit verloren Burg und Stadt ihre strategische Bedeutung gegenüber der klevischen Stadt Dinslaken. 
In der Zeit zwischen 1445 und 1557 waren sie an die Familie von Loë verpfändet. Während des Achtzigjährigen Kriegs 1586 und 1598 von spanischen Soldaten besetzt, folgten diesen während des Dreißigjährigen Kriegs 1623 Ansbacher und Anhaltiner, 1634 schließlich hessische Truppen. 1672 wurde Holten von französischen Einheiten zeitweise in militärischen Besitz genommen.
Im 16. Jahrhundert und 1765 wurde die Burg umgestaltet. Im 16. Jahrhundert legte man Kasematten für eine Verteidigung mit Feuerwaffen an. An der Westseite stand ein inzwischen abgerissener Treppenturm. Ebenfalls abgerissen ist ein viergeschossiger (Wohn-)Turm an der Nordseite der Burganlage.
Nachdem Holten von 1609 bis 1701 unter brandenburgischer Herrschaft stand, gehörte es ab 1701 zu Preußen. Von 1806 bis 1813 vorübergehend unter bergischer Herrschaft, fiel das Kastell Holten als Ergebnis des Wiener Kongresses 1815 wieder an Preußen zurück.
1818 ging die Anlage in bürgerlichen Besitz über. Sie wurde 1842 als Schule eingerichtet. Nach dem Zweiten Weltkrieg war der Bau erheblich heruntergekommen, 1961 wurde der Südflügel abgerissen. Der Hauptflügel der neuen Burg steht heute als einziges Gebäude und dient in guter Verfassung der Bürgerschützengilde Holten von 1308 als Vereinsheim und für Veranstaltungen. 
Vor dem Burghügel der Hauptburg befindet sich ein Park mit Kinderspielplatz auf dem ehemaligen Gelände der Vorburg.